# 法国天主教

法國教省地圖，教省用紅線劃分，總主教駐地紅字標出

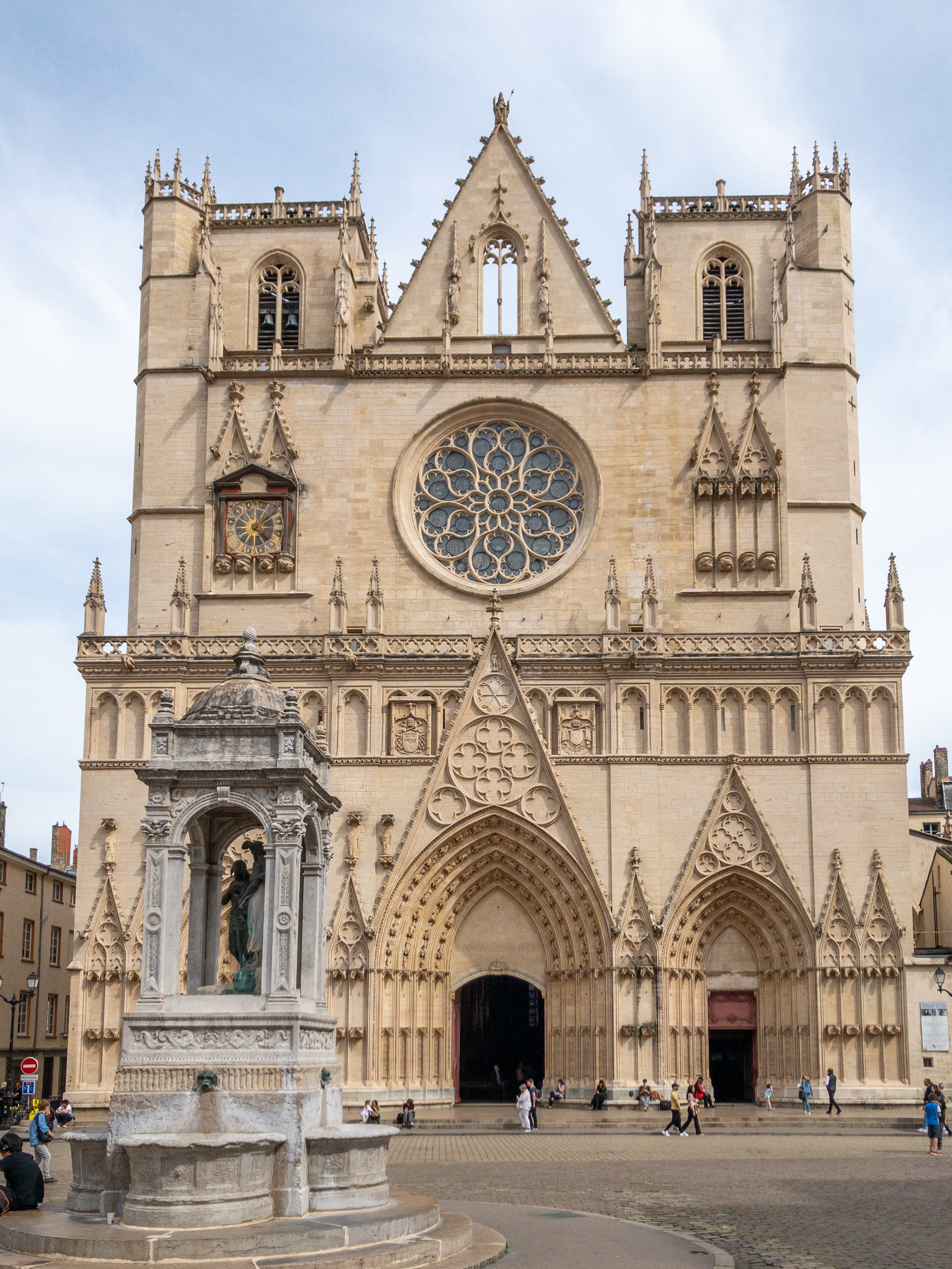
里昂主教座堂，高盧首席主教駐地

法国天主教会（法語：Église catholique en France）是普世天主教会的一部分，接受教宗以及天主教法国主教团的领导。有时由于其在6世纪与教宗的关系，而被称为“教会的长女”。1905年前，天主教為法國的國教，之後法國實行政教分離法，把宗教從公共領域上分離，但天主教作為法國文化一部分，至今仍影響法國社會。

## 教徒數目
2003年，估计在法国有4500万名受洗的天主教徒，占人口的77%，分布在98个教区，有23,000名神父照管。不过，根据2003年民意测验，相信并遵守圣事仪式的天主教徒人数要低得多，其余为冷淡教友。現時，只有約百分之五的法國天主教徒每週出席彌撒。
法国卢尔德还拥有著名的露德圣母朝圣地。